# Zisterzienserinnenabtei Bethlehem
Die Zisterzienserinnenabtei Bethlehem (auch: Bellem, Bethlehem-bij-de-duinen-in-Schouwen oder Elkerzee) war von 1232 bis 1572 ein Kloster der Zisterzienserinnen in Elkerzee, Schouwen-Duiveland, Provinz Zeeland in den Niederlanden.

## Geschichte
1156 gründete die Reichsabtei Echternach auf der Insel Schouwen-Duiveland ein Benediktinerinnenkloster, das 1232 zisterziensisch und der Aufsicht von Kloster Ter Doest unterstellt wurde. 1572 fiel das Kloster den Geusen zum Opfer. Die Nonnen flüchteten nach Damme bei Brügge und übernahmen dort mit Erlaubnis des Bischofs das Augustinerinnenkloster Sint-Agnes, das nur noch zwei Insassen zählte. 1578 flüchteten sie nach Brügge, konnten aber 1580 zurückkehren. 1590 wurde die Umwandlung in ein Zisterzienserinnenkloster vom spanischen König offiziell erlaubt. Der Verlust des Grundbesitzes führte zur Verarmung der Nonnen, die auf Betteleinkünfte angewiesen waren. Letzte Äbtissin war ab 1564 Antonia Pieters van Sevenhove (* ca. 1527; † nach 1593). Nach Aussterben der letzten Bewohner wurden die Gebäude 1617 abgerissen. Auf Schouwen-Duiveland erinnern heute nur noch in Scharendijke der Name der Bethlehemskirche sowie der „Kloosterweg“ an das einstige Kloster.